# Spora (bakterie)

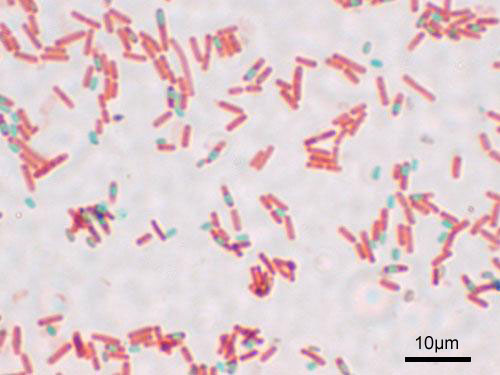
Vznik endospor u bakterií rodu Bacillus. Na této fotografii jsou spory obarveny zeleně, zatímco vegetativní buňky kolem nich jsou červené.

Spora je u bakterií buňka, která slouží k dlouhodobému přežití za nepříznivých podmínek. Proces tvorby spor se nazývá sporulace. Spory tvoří zejména některé bakterie z kmene Firmicutes, dále též z kmene Actinobacteria (tzv. aktinomycety) a z rodu Azotobacter.

## Endospory

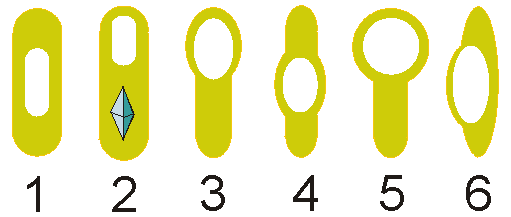
Různé druhy bakteriálních spor podle umístění v rámci mateřské buňky.

Endospory jsou nejčastějším typem bakteriálních spor. Nacházíme je u některých zástupců grampozitivních bakterií z kmene Firmicutes. Typickými sporulujícími rody jsou Clostridium a Bacillus. Endospory dostaly své jméno podle faktu, že vznikají uvnitř buňky mateřské, zatímco okolní buňka mateřská se posléze rozpustí. Proces jejich vzniku je velmi dobře prostudován. Sporulace je vlastně buněčná diferenciace na prokaryotické úrovni.
Sporulace začíná v době, kdy v okolním prostředí dochází živiny a celý proces trvá asi 10 hodin. Rozděluje se pracovně na 7 fází, které označují jednotlivá buněčná stadia. Toto dělení je však samozřejmě pouze umělé – změna vegetativní buňky na sporu je plynulá.
1. nukleoid dostává vláknitý tvar, namísto původně kulovitého;
2. dělení nukleoidu a dělení buňky přepážkou na dvě nestejně velké části; větší (mateřská) je sporangium a menší je budoucí spora;
3. budoucí spora vcestuje dovnitř větší buňky mateřské; vzniká tzv. předspora, která je obalená dvěma membránami, proces sporulace je již nevratný;
4. v prostoru mezi dvěma membránami vzniká peptidoglykanový kortex, hromadí se vápník;
5. vnější membrána tvoří z proteinů plášť spory;
6. spora získává typické vlastnosti – světlolomnost, dehydrataci, odolnost proti vnějším činitelům;
7. lyze (destrukce) mateřské buňky, uvolnění spory ze sporangia;

přičemž jako nulté stadium se v těchto fázích označuje vegetativní (původní) buňka.
Výsledkem sporulace je bakteriální protoplast obalený několika vrstvami, a to cytoplazmatickou membránou zcela uvnitř, nad ní leží peptidoglykan primární buněčné stěny, dále mohutná vrstva kortexu a nakonec na povrchu bílkovinný plášť spory. Chemicky obsahuje endospora množství kalciumdipikolinátu (z vápníku a dipikolinové kyseliny), jenž pravděpodobně chrání spory před extrémními podmínkami.

## Jiné bakteriální spory
Spory odlišného typu vytváří i jiné grampozitivní bakterie, konkrétně aktinomycety. Ty vznikají na konci vlákna aktinomycet (na sporoforech), a proto se nejedná o endospory. Navíc mají mírně odlišné vlastnosti. Spory aktinomycet jsou sice odolnější než jejich mateřské vegetativní buňky, ale zdaleka nedosahují odolnosti endospor. Navíc neobsahují dipikolinovou kyselinu.
Třetí skupinou bakterií, jež sporulují, jsou bakterie rodu Azotobacter, v tomto případě se však odolné útvary spíše nazývají cysty. Cysty mají zpomalený metabolismus a ztlustlou buněčnou stěnu.
Také sinice mají spory, ty se nazývají akinety.

## Odolnost
Jejich schopnost vydržet nehostinné podmínky se označuje jako kryptobióza. V praxi mohou spory přežít extrémně vysoké teploty (někdy vydrží až několik hodin varu), radiaci, kyselost prostředí (pH), dezinfekční látky v prostředí a podobně. Tím se bakteriální spory pravděpodobně stávají nejodolnějšími známými buňkami v přírodě. Endospory se za příznivějších okolností opět změní ve vegetativní buňky.